# Ricardo I de Inglaterra
Richard I (Oxford, 8 de setembro de 1157 – Châlus, 6 de abril de 1199), também conhecido como Richard Coração de Leão por sua grande reputação como guerreiro e líder militar, foi o Rei da Inglaterra de 6 de julho de 1189 até 6 de abril de 1199. Também foi Duque da Normandia, Aquitânia e Gasconha, Senhor do Chipre, Conde de Anjou, Maine e Nantes e Suserano da Bretanha em vários momentos durante o mesmo período. Ele era o terceiro filho do rei Henrique II de Inglaterra e da rainha Leonor da Aquitânia.
Aos dezesseis anos, Richard comandou seu próprio exército, acabando com rebeliões contra seu pai em Poitou. Foi o principal comandante cristão durante a Terceira Cruzada, liderando a campanha depois da saída de Filipe II de França, conseguindo consideráveis vitórias contra Saladino, o líder muçulmano, mesmo não tendo conseguido conquistar Jerusalém.
Richard falava a língua de oïl, um dialeto francês, e occitana, uma língua falada no sul da França e nas regiões próximas. Viveu no Ducado da Aquitânia e passou pouquíssimo tempo na Inglaterra, preferindo usar seu reino como uma fonte de renda para apoiar seus exércitos. Era visto por seus súditos como um herói piedoso. Ricardo permanece até hoje como um dos poucos reis ingleses mais lembrados pelo epíteto do que pelo número régio, sendo uma grande figura icônica na Inglaterra e França.

## Primeiros anos
Ricardo era o terceiro filho de Henrique II de Inglaterra e Leonor da Aquitânia, depois de Guilherme, Conde de Poitiers, que morreu criança, e Henrique o Jovem. Foi educado essencialmente pela mãe e quando Leonor decidiu separar-se de Henrique II e ir viver em Poitiers no fim da década de 1170, Ricardo acompanhou-a. Enquanto príncipe, recebeu uma excelente educação, mas sobretudo voltada para a cultura francesa. Ricardo nunca aprendeu a falar inglês e pouca ou nenhuma importância deu à Inglaterra durante a sua vida. Essa "negligência" beneficiou seu irmão João, que posteriormente, aquando de sua ausência, na terceira cruzada, tentou-lhe usurpar o poder. João também foi o responsável pela Magna Carta.
Em 1168, tornou-se Duque da Aquitânia em conjunção com Leonor, no âmbito da política de Henrique II em dividir os seus territórios pelos filhos. A medida não obteve os objetivos esperados porque, em 1173, Leonor e Ricardo foram os responsáveis por uma revolta generalizada contra Henrique II que partiu da Aquitânia. O rei controlou os motins no ano seguinte, perdoando a Ricardo e Henrique o Jovem, mas encarcerando Leonor. Talvez por isso e pelo humilhante pedido de desculpas a que foi obrigado, Ricardo nunca se reconciliou totalmente com o pai. Após este episódio, Ricardo teve que lidar ele próprio com diversas revoltas da nobreza da Aquitânia que desejavam vê-lo substituído por um dos irmãos, e que suprimiu com violência.
Com a morte de Henrique o Jovem em 1183, Ricardo torna-se no inesperado sucessor do trono inglês e do Ducado da Normandia. Em 1188, com a relação dos dois que continuava péssima, Henrique II considerou que Ricardo não merecia mais a Aquitânia e tentou entregar este ducado a João I de Inglaterra, o seu filho mais novo. Ricardo, por sua vez, não gostou de se ver preterido pelo irmão e preparou-se para defender o seu território, pedindo ajuda a Filipe II de França. Juntos, responderam à invasão das tropas de Henrique II, que acabou por morrer pouco depois de ter sido derrotado numa batalha em 1189.

## Rei e cruzado

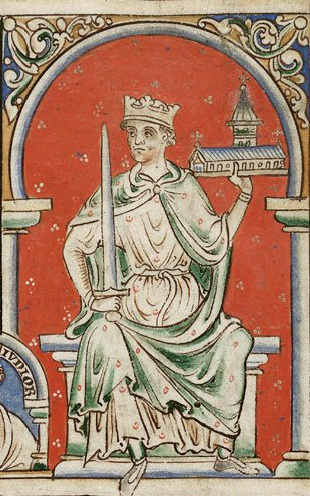
Ricardo Coração de Leão, por Matthew Paris.

Ricardo tornou-se então rei da Inglaterra, duque da Normandia e conde de Anjou, sucedendo ao pai que detestava, sendo coroado em 3 de setembro, na Abadia de Westminster. Livre para perseguir os seus próprios interesses, Ricardo não permaneceu muito tempo na Inglaterra. Imediatamente após a subida ao trono, começou a preparar a expedição à Terra Santa que seria a Terceira Cruzada. Para tal, não hesitou em esvaziar o tesouro do pai, cobrar novos impostos, vender títulos e cargos por somas exorbitantes a quem os quisesse pagar e até libertar o rei Guilherme I da Escócia dos seus votos de vassalagem por cerca de 10 000 marcos. O único entrave era a ameaça constante que Filipe II de França representava para os seus territórios no continente, e que Ricardo resolveu convencendo-o a juntar-se também à cruzada.
A primeira paragem dos cruzados foi na Sicília em 1190, onde Ricardo e Filipe se imiscuíram na política local, saqueando algumas cidades de caminho. Foi nesta altura e por este motivo que Ricardo comprou a inimizade do Sacro Império e nomeou o sobrinho Artur I, Duque da Bretanha como seu herdeiro.
Em 1191, Ricardo e o seu exército desembarcam em Chipre devido a uma tempestade. A presença de tantos homens foi considerada uma ameaça pelo líder bizantino da ilha, e em breve os conflitos apareceram. A resposta de Ricardo foi violenta: não só se recusou a partir, como massacrou os habitantes das cidades que lhe resistiram, espalhando a destruição na ilha. Depois do cerco de Cantaras, Isaac Comneno abdicou e Ricardo tornou-se o dono de Chipre. Foi também neste ano que casou com a princesa Berengária de Navarra, numa união a que nunca ligou e que não produziu descendência.
Em junho de 1191, Ricardo chegou à Terra Santa a tempo de aliviar o cerco de Acre imposto por Saladino. Estava já sem aliados, depois de uma série de desavenças com Filipe e o duque Leopoldo V da Áustria. A sua campanha foi um sucesso e granjeou-lhe o estatuto de herói, bem como o respeito dos adversários, mas sozinho com o seu exército não poderia nunca realizar o seu principal objectivo de recuperar Jerusalém para o controle cristão. Além disso, a influência de João na política em Inglaterra e de Filipe II, demasiado próximo agora da Aquitânia e Normandia, obrigavam um urgente regresso à Europa. No Outono de 1192, Ricardo iniciou o caminho de volta, depois de se recusar em ver sequer de longe Jerusalém.

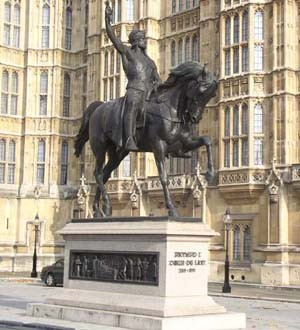
Estátua de Ricardo I, em frente ao Palácio de Westminster

Na viagem de regresso, Ricardo naufragou na costa croata, decidindo assim retornar a pé até a Saxônia, mesmo sabendo que o caminho de volta passaria pelas terras de Leopoldo V da Áustria, agora seu inimigo, que não lhe havia perdoado os insultos recebidos em Acre (Israel). Utilizando roupas discretas e um número reduzido de cavaleiros como companhia, ainda assim foi descoberto, e na cidade de Erdberg foi encontrado numa hospedaria, e feito prisioneiro por Leopoldo da Áustria, sendo mais tarde vendido ao imperador Henrique VI do Sacro Império, que o libertou em troca de resgate em dinheiro. O seu cativeiro em Dürnstein, na Áustria, não foi severo e durante os quatorze meses em que foi mantido prisioneiro (dezembro de 1192 a 4 de fevereiro de 1194) Ricardo continuou a ter acesso aos privilégios que a sua condição de rei determinava. O seu resgate custou 150 000 marcos ao tesouro de Inglaterra, soma equivalente ao dobro da renda anual da coroa, o que colocou o país na absoluta bancarrota e obrigou a muitos impostos adicionais nos anos seguintes. Como prova de agradecimento a Deus pela sua libertação, Ricardo arrependeu-se publicamente dos seus pecados e foi coroado uma segunda vez. Apesar do esforço do país para o libertar, Ricardo abandonou a Inglaterra de novo ainda no mesmo ano de 1194 para lidar com os problemas fronteiriços com a França nos territórios do continente. Desta vez para não mais regressar.
Ricardo morreu como consequência de ferimentos provocados por uma flecha que o atingiu no ombro em abril de 1199. O próprio facto de ter sido atingido naquela zona do corpo é revelador da sua personalidade. Se tivesse usado uma armadura nesse dia, não teria morrido. O seu corpo está sepultado na Abadia de Fontevraud, junto de Henrique II de Inglaterra e de Leonor da Aquitânia, seus pais.
O rei Ricardo morreu sem deixar descendentes e foi sucedido pelo seu irmão João Sem Terra.

## Personalidade e historiografia

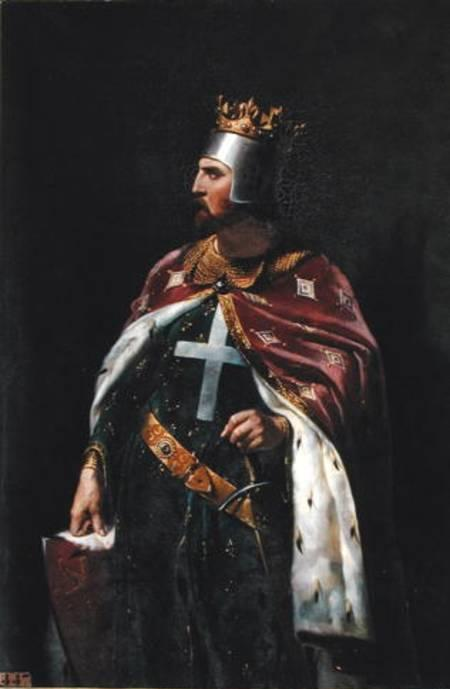
Representação imaginária de Ricardo Coração de Leão, por Merry-Joseph Blondel.

Através dos séculos a historiografia, especialmente a britânica do século XX, tentou desenhar a vida militar, política e até mesmo sexual de Ricardo, muitas vezes, retratada de maneira alegorizada e especulativa.
Os contemporâneos consideram Ricardo tanto um rei quanto um cavaleiro famoso pelas proezas pessoais; aparentemente, esse foi o primeiro exemplo dessa combinação. Ele era conhecido como um líder militar competente e valente e um lutador individual que era corajoso e generoso. Ao mesmo tempo, ele era considerado propenso aos pecados de luxúria, orgulho, ganância e, acima de tudo, crueldade excessiva. Ralph de Coggeshall, resumiu sobre Ricardo "lamento que o rei esteja na "imensa corja de pecadores". Ele foi criticado pelos cronistas do clero por ter tributado o clero tanto pela Cruzada quanto por seu resgate, enquanto a igreja e o clero geralmente eram isentos de impostos.
Na historiografia da segunda metade do século XX, muito interesse foi demonstrado na sexualidade de Ricardo, em particular se havia evidências de homossexualidade. O tópico não havia sido levantado pelos historiadores vitorianos ou eduardianos, fato que foi denunciado como "conspiração do silêncio" por John Harvey (1948). O argumento baseou-se principalmente no comportamento de Ricardo, bem como em suas confissões e penitências e em seu casamento sem filhos. Ricardo teve pelo menos um filho ilegítimo, Filipe de Cognac, existindo relatos de suas relações sexuais com mulheres locais durante as suas campanhas. Alguns historiadores continuam questionando a sexualidade de Ricardo, concordando, no entanto, que mesmo que os relatos de compartilhamento de leito com homens sejam tidos como válidos, tal não implica que tenha havido algum relacionamento sexual com o rei Filipe II de França, como sugerido por outros autores modernos.
Apesar da ainda divisão acerca do tema, culturalmente, livros, filmes e séries, arbitrariamente, já representaram Ricardo como sendo homossexual - o filme O Leão no Inverno, de 1968, foi o primeiro a retratá-lo desta maneira. Após a Segunda Guerra Mundial, e muito por influência das poesias de guerra homoeróticas como as de Siegfried Sassoon, contribuíram para a produção de conteúdo homoerótico acerca de Ricardo. Gore Vidal e Norah Lofts também retratam Ricardo como homossexual em suas obras.
O célebre e respeitado historiador inglês Steven Runciman, especialista em história das cruzadas, escreveu acerca de Ricardo:
| «Que valem seus feitos militares (era um galante e esplêndido soldado) Ricardo Coração de Leão era um mau filho, um mau marido e um mau rei.» |

O historiador alemão Dieter Berg, munido de uma perspectiva narrativa acerca de Ricardo o descreve como "incapaz de comandar o Império Angevino" - Berg ainda acrescenta "sua política fiscal era desastrosa"-, e "o verdadeiro culpado da derrota na Terceira Cruzada".

## Representações artísticas
Ricardo Coração de Leão foi personagem de alguns livros de sir Walter Scott. Apareceu em O Talismã e em Ivanhoé, sendo imortalizado em tais livros.
Uma biografia de Ricardo Coração de Leão foi escrita pela medievalista Régine Pernoud que o chama de "O Rei dos Reis da Terra".
Aparece na literatura fictícia "O Jovem Templário - Guardião do Graal", escrito por Michael P. Spradlin, onde o rei é salvo por Tristan, personagem principal do livro.
No cinema, Ricardo foi representado por George Sanders, em King Richard and the Crusaders, de 1954. Em 1968 foi Anthony Hopkins quem o representou no cinema, no filme O Leão no Inverno. O Leão no Inverno, filme de 2003 para televisão, refilmagem do filme de 1968.
No livro "Reis Que Amaram Como Rainhas", de Fernando Bruquetas de Castro, a homossexualidade de Ricardo é abordada.